# Мотідзукі Хіроко
Мотідзукі Хіроко (нар. 23 липня 1975) — колишня японська тенісистка.
Найвищу одиночну позицію світового рейтингу — 257 місце досягла 22 липня 1996, парну — 161 місце — 9 серпня 1999 року.
Здобула 7 парних титулів туру ITF WTA ATP.

## Фінали ITF
| турніри $25,000 |
| турніри $10,000 |

### Одиночний розряд: 1 (0–1)
| Результат | Ранг | Дата           | Турнір              | Покриття | Суперниця      | Рахунок       |
| --------- | ---- | -------------- | ------------------- | -------- | -------------- | ------------- |
| Поразка   | 1.   | 11 жовтня 1993 | ITF Куросіо, Японія | Тверде   | Кетрін Берклей | 6–2, 1–6, 2–6 |

### Парний розряд: 14 (7–7)
| Результат | Ранг | Дата            | Турнір                       | Покриття | Партнерка         | Суперниці                               | Рахунок          |
| --------- | ---- | --------------- | ---------------------------- | -------- | ----------------- | --------------------------------------- | ---------------- |
| Перемога  | 1.   | 12 жовтня 1992  | ITF Токіо, Японія            | Тверде   | Янагі Масако      | Сасано Йосіко Йосіко Вауке              | 6–2, 3–6, 6–2    |
| Поразка   | 1.   | 22 червня 1992  | Лейрія, Португалія           | Тверде   | Нансі ван Ерп     | Еміко Сакаґуті Ямаґісі Йоріко           | 2–6, 5–7         |
| Перемога  | 2.   | 5 липня 1993    | Лог'я, Фінляндія             | Ґрунт    | Юка Йосіда        | Стефані Ґомпертс Аннемарі Міккерс       | 6–2, 6–7, 6–4    |
| Перемога  | 3.   | 10 жовтня 1993  | Ібаракі (Ібаракі), Японія    | Тверде   | Танака Юка        | Майя Авотінс Ліза Макші                 | 4–6, 6–3, 7–6    |
| Поразка   | 2.   | 7 березня 1994  | Оффенбах-на-Майні, Німеччина | Килим    | Юка Йосіда        | Зандра Вахтерсгойзер Петра Вінценгеллер | 6–7, 3–6         |
| Перемога  | 4.   | 20 червня 1994  | Вальядолід, Іспанія          | Ґрунт    | Танака Юка        | Ганнеке Кетеларс Ленка Немечкова        | 6–0, 4–6, 6–2    |
| Поразка   | 3.   | 24 липня 1994   | Солсбері (Меріленд), США     | Тверде   | Лізель Губер      | Марезе Жубер Хрістіна Пападакі          | 6–3, 1–6, 4–6    |
| Поразка   | 4.   | 29 травня 1995  | Севілья, Іспанія             | Ґрунт    | Міяуті Місумі     | Марта Кано Нурія Монтеро                | 7–6(4), 4–6, 4–6 |
| Поразка   | 5.   | 28 жовтня 1996  | Саґа (Саґа), Японія          | Трава    | Танака Юка        | Деніелл Джонс Тамарін Танасугарн        | 2–6, 3–6         |
| Перемога  | 5.   | 24 серпня 1998  | Мілан, Італія                | Трава    | Такемура Рьоко    | Маріяна Ковачевич Джулія Казоні         | 4–6, 7–6(5), 6–4 |
| Поразка   | 6.   | 6 вересня 1998  | Сполето, Італія              | Ґрунт    | Такемура Рьоко    | Єлена Костанич-Тошич Міхаела Паштікова  | 3–6, 4–6         |
| Поразка   | 7.   | 15 березня 1999 | Сеул, Південна Корея         | Ґрунт    | Хотта Томое       | Чхой Йон Ча Kim Eun-sook                | 4–6, 5–7         |
| Перемога  | 6.   | 21 червня 1999  | Монреаль, Канада             | Тверде   | Хотта Томое       | Кайлі Гант Кавамата Ріей                | 6–2, 6–3         |
| Перемога  | 7.   | 26 липня 1999   | ITF Памплона, Іспанія        | Тверде   | Людмила Ріхтерова | Селіма Сфар Джоан Ворд                  | 2–6, 6–4, 6–3    |